# コンパイルサポートアソシエーション
コンパイルサポートアソシエーション（Compile Support Association)は、かつて存在したゲームメーカー、株式会社コンパイルによるイベントや販売促進をユーザーが支援するための団体。1994年に設立され、2003年ごろまで存在した。略称「CSA」。「コンパイル支援隊」とも呼ばれた。

## 概要
- 1994年当時、コンパイル主催によるぷよぷよ大会を手伝うボランティア名義の「サポーター」をイベントごとに募っていた。当初、これらサポーターを「犬」などと冗談まじりに呼んでいたというが、その人数が大幅に増えたため、この年の「東京おもちゃショー」への出展を機に組織化した。
- イベント開催を一事業と捉えたコンパイルは翌1995年から全国を巡回する大規模イベント「ばよえ～んツアー」を開始、開催地ごとにサポーターを募り、CSAの地方支部を創立し続けた。
- 1998年、コンパイルは経営悪化から和議を申請。以降ほとんどの支部が自然消滅的に活動を休止した。
- 1999年から2000年頃にかけて、主な活動の場をインターネットに移行するとして「iCSA」（インターネット・シーエスエー）立ち上げを発表。しかし賛同も少なく立ち消えになった。
- その後も熱心なファンがいくつかの地方支部を運営し続けてきたが、2003年にはコンパイルが解散。これを機に最後まで残っていた北海道地区や神奈川地区が活動を取りやめて消滅した。
- 最盛期、各地区の幹部には広島で開催される幹部会への招待などの厚遇があった。また、顕著な活動をした隊員の中には、その後コンパイルの社員として入社を果たす者もいた。

## 問題点
組織化した当初より、ファンのコンパイルに対する支持を逆手に取り、ファンをただ働きに利用した一種の宗教性をもった団体かつ活動ではないかという批判が存在した。同社が衰退するにつれて、同団体に所属していたファンなどからもそうした批判が生じるようになっていった。
また、本来は店頭に持ち込んで宣伝活動してもらうために送られてくるポスターやポップなどのグッズ欲しさに入隊し、店頭に持ち込まずにコレクションとして保管してしまう者も少なくなかったようで、販促効果が本当にあったのかどうかは不確かであった。

## 主な活動内容
- コンパイル主催イベントや東京ゲームショウなどでの手伝い

会場設営や観客整理、ぷよまん本舗の呼び込み、品出し、レジ打ち等多岐にわたる。
- 販売店に販促ポスターの掲示を依頼するなどの宣伝活動

- 地方支部独自のイベント開催

交流会の開催や、地域イベントへの参加、芋煮会（CSA宮城）など。
中でも北海道支部は「ぷよけっとぱーてぃー」という同人誌即売会・ファンイベントを共同主催し、さっぽろ雪まつりにおいてキャラクターの雪像を作るといった活動実績がある。雪像制作は現在も有志が引き継いでいる。 さっぽろ雪まつり・ぷよキャラ雪像　